# Savate – Vadnyugati pankrátorok
A Savate – Vadnyugati pankrátorok (eredeti cím: Savate vagy The Fighter) 1995-ben bemutatott amerikai harcművészeti-Westernfilm, melyet Isaac Florentine rendezett. A főszerepben Olivier Gruner, Ian Ziering és Ashley Laurence látható.
Az Amerikai Egyesült Államokban 1995. augusztus 24-én mutatták be, Magyarországon DVD-n jelent meg szinkronizálva.

## Történet
1865-ben Joseph Charlegrand (Olivier Gruner), az egykori francia katona elveszti legjobb barátját és bajtársát, akit a Francia Idegenlégióban gyilkolt meg egy német tiszt Mexikó határában. Charlegrand azóta is keresi a gyilkosát. Az Amerikai Egyesült Államok felé tart, hogy induljon egy nagy harcművészeti versenyen, mivel úgy véli, képzett harcosként a gyilkos is indulni fog rajta. Úton Mexikóból Texas felé néhány amerikai tolvajba ütközik, akik azt hiszik róla hogy jenki. Le tudja őket győzni, de lovát elveszítve gyalog kell folytatnia tovább az utat. A vize egyre fogy, végül elájul, majd két fiatal gazdálkodó, Mary (Ashley Lawrence) és Cain Parker (Ian Ziering) megmenti az életét.
Amikor a gazdálkodók vásárolni mennek a városba, néhány helyi üzletember, akik a földjüket akarják, molesztálni kezdik őket, azonban Charlegrand közbeavatkozik. A férfi úgy véli, további támogatásra van szüksége a testvéreknek. Bemutatja Cainnek a savate egyes fortélyait.
Charlegrand velük marad, és tovább tanítja Cain-t a harcra, hogy részt vegyen a hamarosan induló harcművészeti versenyen és megnyerje az új adók befizetéséhez szükséges pénzt. Néhány nap múlva, az éjszaka folyamán álarcos lovasok égetik fel az istállót, egyikőjük viszont elveszíti dobókockáját. Cain azonnal felismeri és tudja kié, ekkor a városi kocsmába siet és szembeszáll a támadóval. A pisztolypárbajban Cain az életét veszti, ami miatt minden gazda el akarja adni a farmját. Charlegrand úgy dönt, ezt nem engedheti és elfoglalja Cain helyét a bajnokságon, elmondva minden farmernek, hogy az összes pénzüket tegyék fel rá.
A verseny napján észreveszi, hogy barátja gyilkosa, a német ajkú Ziegfield Von Trotta (Marc Singer) is indul a bajnokságon. Azonban a rosszfiúk semmit sem bíznak a véletlenre, és Mary Parkert is túszul ejtik. Charlegrandnak elegendő ideje van arra, hogy eltűnjön a két küzdelem között, így kiszabadítja Mary-t. Az állítólagos új adók álhírnek bizonyulnak, de a gazdák megtakarításai még mindig Charlegrand győzelmétől függenek, ezért szükségük van rá a bajnokság megnyeréséhez. Charlegrand pisztolypárbajban megbosszulja Cain halálát, és agyonlövi Mitchumot, viszont ő maga is golyót kap a jobb lábába. A Mary hajában lévő masnival elszorítja a súlyosan vérző lábát.
Az utolsó harcban folytatott küzdelem során Von Trotta áll nyerésre, ezért a sérült Charlegrand a templomba csalogatja. Emlékezve arra, hogy Von Trotta farkasvakságban szenved, kihasználja a félhomályos helyszín nyújtotta előnyt és végez vele. Charlegrand megkapja nyereményét és odaadja a farmereknek.

## Szereplők
| Szerep               | Színész         | Magyar hang       |
| -------------------- | --------------- | ----------------- |
| Joseph Charlegrand   | Olivier Gruner  | Sztarenki Pál     |
| Cain Parker          | Ian Ziering     | Szokol Péter      |
| Mary Parker          | Ashley Laurence | Györgyi Anna      |
| Ziegfield Von Trotta | Marc Singer     | Horányi László    |
| Jones ezredes        | James Brolin    | Melis Gábor       |
| Benedict             | R. Lee Ermey    | Barbinek Péter    |
| Mitchum              | Michael Palance | Janovics Sándor   |
| Cody Johnson         | Donald Gibb     | Ujlaki Dénes      |
| farmer               | Rance Howard    | Dobránszky Zoltán |

## Háttér
A Francia Idegenlégiót 1831-ben alapították, egy évvel a Garde Écossaise hivatalos feloszlatása után. A kezdetektől fogva sok német ajkú férfi csatlakozott az erőkhöz, gyakran hamis nevek mögé bújva. 1861-ben Napóleon a Légiót használta a mexikói-francia beavatkozásra, ami 1867-ig tartott. Abban az időben Charles Lecour már létrehozta és megalapozta a francia ökölvívást, a savate és az angol boksz keverékét. Az eddigi harcosok főként a kezüket rúgások blokkolására vagy botokkal (canne de battle) való kitérésre használták. Lecour egyik tanítványa, Joseph Charlemont volt a hadseregoktató. 1865-ben a kommunikáció és az utazás nem volt erőssége, ennek fényében elképzelhető, hogy Joseph Charlegrand, mint önkéntes Mexikóban szolgált, és ez idő alatt találkozott a németül beszélő légióssal, Von Trottával. Az akkori harci sportok közötti áttétel hiánya miatt, az amerikai nyugati vadonban zajló nemzetközi harcművészeti verseny gondolata nagyon valószínűtlen volt.

## Fordítás
- Ez a szócikk részben vagy egészben  a   Savate (film) című angol Wikipédia-szócikk fordításán alapul.  Az eredeti cikk szerkesztőit annak laptörténete sorolja fel. Ez a jelzés csupán a megfogalmazás eredetét és a szerzői jogokat jelzi, nem szolgál a cikkben szereplő információk forrásmegjelöléseként.